# 李睿 (明朝)
李睿，明朝政治人物。
天顺八年，接替俞鼐任福建永安县知县。